# Radio Dreyeckland Libre
Ne doit pas être confondu avec Radio Dreyeckland (Fribourg-en-Brisgau).
Radio Dreyeckland Libre ou RDL 68 est une station de radio française associative d'intérêt local basée à Colmar en Alsace. 
Radio associative composée de bénévoles, Radio Dreyeckland Libre est indépendante et non commerciale.
Héritière du mouvement des radios pirates alsaciennes  des années 1970 et plus particulièrement de Radio Verte Fessenheim, elle émet sur la fréquence 103,5, diffuse de la musique française et internationale et propose des émissions pluriculturelles.
Le terme dreyeckland signifie " trois coins de pays ". 

## Historique
Issue du mouvement des radios pirates , Radio Verte Fessenheim (RVF), créée par des militants écologistes, diffuse sa première émission le 4 juin 1977.
La loi Fillioud du 29 juillet 1982 déclare que « la communication audiovisuelle est libre » et met fin au monopole de l'État : ainsi légale, Radio Verte Fessenheim devient une radio locale privée (RLV).
RVF disposant à la fois de nombreux émetteurs et d'équipes décentralisées, décide de lancer plusieurs radios Dreyeckland dirigées par des associations différentes. Ainsi, quatre associations se partagent l'Alsace : 
- Radio Dreyeckland sud Alsace à Mulhouse sur 100,5 MHz ;
- Radio Dreyeckland Colmar et Vignoble à Colmar sur 107 MHz ;
- Radio Dreyeckland Moyenne Alsace à Strasbourg sur 100, 104 et 100,3 MHZ ;
- Radio Dreyeckland Haguenau à Haguenau sur 101,5 MHz.

L’association Radio Dreyeckland Libre (RDL), créée lors de l’assemblée générale constitutive du 13 février 1982, est inscrite le 11 mai 1984 au Registre des associations du tribunal d’instance de Colmar sous les références, volume 36, Folio 7. Radio Dreyeckland Colmar et Vignoble devient Radio Dreyeckland Libre.
En 1997 et 1998 : la station Radio Dreyeckland Moyenne Alsace sur 91,4 MHZ, perd son statut associatif et se rapproche de la station commerciale de catégorie B, "Radio Dreyeckland" de Mulhouse avec laquelle elle fusionne.
Des quatre antennes de Radio verte Fessenheim - Dreyeckland du début des années 1980, Radio Dreyeckland Libre fait partie des deux dernières stations subsistant à la fin des années 1990. L'autre radio étant Radio Dreyeckland, station commerciale basée à Mulhouse et qui est, elle, issue des antennes de Sélestat, Benfeld et Mulhouse. Radio Dreyeckland Libre est la seule à avoir gardé son statut associatif à travers le temps.
Il existe également en Allemagne : Radio Dreyeckland.
Le 21 mai 2015, le Conseil supérieur de l'audiovisuel reconduit la fréquence 103.5 pour RDL 68.

## Émissions
Une grande diversité de programmation est assurée par les bénévoles et animateurs de la radio.
RDL 68, à travers son antenne, propose un reflet de la mixité et de la diversité de la population de Colmar et de ses environs.
Les émissions musicales diffusent un panel varié : rock (3e Sous-Sol); rock français (Made in France), rock blues (Route 66), électro (Line Up), grande musique (Opéra du Rhin)...et des émissions traitant tant de voyage (Regard'Ailleurs), de spiritualité (Arcana), que de cuisines (Cuisines nomades) et de culture locale (Elsasser Man)... sont proposées à l'antenne.
L'actualité est traitée quotidiennement en direct du lundi au vendredi de 8h à 9h30 dans l'émission La Quotidienne.
Un magazine de société le Mini Mag est diffusé, également en direct, du lundi au vendredi entre 12h et 12h30.
L'émission Elsasser Man du vendredi matin a la particularité d'être en alsacien.